# Kim Xuân (nghệ sĩ cải lương)
Kim Xuân là một nữ nghệ sĩ cải lương và diễn viên nổi tiếng người Việt Nam.

## Tiểu sử
Bà Kim Xuân được sinh trưởng trong một gia đình có nhiều thế hệ đứng trên sân khấu tuồng. Ông nội của bà là một nghệ sĩ ca tuồng cổ, cha bà là đạo diễn tuồng Gia Túc, thường nhận dạy đoàn Hiệp Thành đồng ấu. Bản thân bà sớm mê nghiệp đàn ca, ngay từ năm 10 tuổi đã theo học lớp ca tuồng. Ở tuổi hoa niên, bà gia nhập gánh Kim Phụng, rồi gánh Kim Chung và mau chóng trở thành một trong những giọng ca đình đám.
Bà chủ gánh Kim Chung có người em trai tên Tiêu Lang thường đệm đàn cho bà Kim Xuân ca. Giữa hai người dần nảy nở tình cảm lứa đôi, và họ kết hôn khi cả hai còn rất trẻ. Ông Tiêu Lang khi đó mới chỉ đi theo chơi đàn chứ chưa được lên sân khấu ca. Từ đó suốt thập niên 1950, cặp Kim Xuân - Tiêu Lang là giọng ca không thể thiếu trong các suất diễn của gánh Kim Chung, nghệ danh và hình ảnh của họ luôn chiếm ưu thế trên bích chương quảng cáo.
Vào năm 1953, ông bầu Long quyết định bỏ vốn ra làm phim Kiếp hoa, vai nữ chính giao cho Kim Chung (phu nhân bầu Long) và Kim Xuân. Doanh thu vượt quá sức tưởng tượng của cuốn phim đã đem lại cho gánh Kim Chung không chỉ danh vọng mà còn cơ hội bành trướng hoạt động. Thay vì trả cat-xê cho em dâu, ông bầu Long đã mua tặng bà Kim Xuân một chiếc nhẫnkim cương 1 carat. Sau này, bà bán đi được 5 triệu đồng, phụ vào số tiền 13 triệu mua căn nhà số 46 phố Bát Đàn mà vợ chồng bà đang ở hiện nay.
Thời vàng son của gánh cải lương Kim Chung được đánh mốc trước và sau Hiệp định Genève. Ông bầu Trần Viết Long và phu nhân Kim Chung đưa đoàn di cư vào Sài Gòn biểu diễn, dự định sau 2 năm khi toàn quốc tổng tuyển cử thống nhất sẽ đưa toàn đoàn chuyển hẳn xuống phía Nam. Tuy nhiên, ngày ấy không xảy đến. Kim Xuân - Tiêu Lang cùng các thành viên còn lại đang còn ở Hà Nội vẫn phải duy trì hoạt động, họ đổi tên thành Đoàn Nghệ thuật Cải lương Chuông Vàng. Suốt các thập niên sau, gánh Chuông Vàng luôn chiếm vị thế ăn khách nhất thủ đô, rạp nào có Chuông Vàng biểu diễn thường xảy ra cảnh khán giả chen chúc xếp hàng mua vé từ tờ mờ sáng.
Mấy năm trước chiến tranh, bà Kim Xuân luôn được hiện diện trong Ban chấp hành Hội Nghệ sĩ Sân khấu Việt Nam. Trong các thập niên 1960 và 1970, Kim Xuân lại được biết đến là một trong các gương mặt điện ảnh đẹp.

## Gia đình
Vợ chồng Kim Xuân - Tiêu Lang có con gái là Nghệ sĩ Nhân dân Như Quỳnh.

## Vai diễn

### Cải lương
- Hận tương giao... Mị Nương
- Đời cô Lựu... Lựu
- Lý Công... Ngọc Nương
- Trinh nữ Xuân Hương... Xuân Hương
- Nàng tiên mẫu đơn
- Bạch Xà nương... Bạch Xà
- Kiều... Thúy Kiều
- Bên dòng Nhật Lệ... Ly

### Điện ảnh
- Kiếp hoa (1953)... Ngọc Thủy
- Người con gái đất đỏ (1974)
- Em bé Hà Nội (1974)
- Đến hẹn lại lên (1974)... Nết (già)